# История Далмации
История Далмации — представляет собой историю восточного побережья Адриатического моря, которая прослеживается со II-го века до нашей эры по настоящее время. Впервые Далмация появляется как провинция Римской Империи. В IV веке территория Далмации начинает заселяться готами, а с VI века — славянами. В VII века северной частью Далмации правили хорваты, южной — сербы. Прибрежная часть Далмаци время от времени завоёвывалась венецианцами, а в XIV веке здесь сформировалась Дубровницкая республика. Длительные войны с турками привели к тому, что после Великой Турецкой войны Османская империя уступила Венеции часть далматинских городов. В 1797 году венецианская республика прекратила своё существование и Далмация вошла в состав королевства Италия, а в 1815 году была передана Австрии. В 1918 году Далмация вошла в Государство словенцев, хорватов и сербов, затем — в Югославию. После II мировой войны Далмация вошла в состав социалистической республики Югославия, где стала частью Республики Хорватии.

## Античность

Далмация на административной карте Римской империи

Далмация впервые упоминается в трудах римских писателей. На рубеже I века до н. э. и I века н. э. Римская Империя начала завоевание Иллирии в 168 году до н. э., сформировав на её месте римскую провинцию Иллирикум. В 156 году римляне совершили первый поход на далматов и заставили их платить дань. В 9 году Тиберий подавил Великое иллирийской восстание, после чего, в 10 году Иллирикум был разделён на Паннонию и Далмацию. Территория провинции Далмация занимала всё Динарское нагорье и всё адриатическое побережье. Его столицей был город Салона. Император Домициан прославил провинцию тем, что построил свой дворец неподалёку от Салоны, в Спалатуме (современный Сплит). Другими далмацкими городами в ту эпоху были: Tarsatica, Senia, Vegium, Aenona, Iader, Scardona, Tragurium, Aequum, Oneum, Issa, Pharus, Bona, Corcyra Nigra, Narona, Epidaurus, Rhizinium, Acruvium, Olcinium, Scodra, Epidamnus/Dyrrachium.
После раздела Римской империи на две части Далмация осталась в составе Западной Римской Империи. От римлян остались ряд крепостей и дворцов, а также административное самоуправление, предоставленное этому краю. После падения империи в 476 году Далмация попала под власть готских королей Одоакра и Теодориха. Готское присутствие длилось с 476 по 535 год, когда император Юстиниан присоединил Далмацию к Византии.

## Средние века
После присоединения Далмации Византия организовывает сохранившиеся населённые пункты в фему — военно-административную единицу. Центром фемы Далматия (греч. Θέμα Δαλματίας) был Задар. В то время побережье вновь «оживает», города становятся центром культуры и просвещения. Однако основную часть прежней Далмации контролировали именно славяне — сербы и хорваты. Они создают первые далматинские княжества и в Далмации начинают развиваться торговля и дипломатия. Прибрежные города стали и центрами распространения христианства, которое принимали племена, живущие вдали от побережья.

### Венеция и Венгрия
В 1-й половине X века значительную часть Далмации присоединил к своим владениям хорватский король Томислав I.
Однако довольно скоро — в начале XI века города на островах и некоторые на побережье захватила Венеция. И с тех пор, с небольшими перерывами, они оставались в составе Республики до 1797 года. Венеция воспользовалась и династическими распрями в Венгрии, которая к тому времени на основе унии присоединила Хорватию. Таким образом, Далмация была поделена между Венгрией, Боснийским королевством, Сербией и Венецией. Из крупных городов на побережье самостоятельность смог сохранить только Дубровник, поддерживавший тесные торговые связи с сербскими городами. Не смогла Венеция помешать и его контактам с другими государствами.

## Османское завоевание
В XV—XVI веках часть Далмации занимает Османская империя. Она поглотила Сербию, Боснийское королевство, Венгрию и воевала с Венецией. Походы турецких войск вынуждали многих сербов покидать свои дома и уходить в ту часть Далмации, которая ранее принадлежала Венгрии. Сербские переселенцы увеличивали число сербов в этом регионе, где они становились граничарами — солдатами, которые обороняли эти земли от турок, а за военную службу освобождались от налогов, или ускоками, атаковавшими турок на море.
Параллельно с этим Далмацию покидало хорватское население, которое оседало на островах или уходило в Венгрию. В результате ряда войн XVI—XVIII веков в 1718 году турки и венецианцы согласовали так называемую «Линию Мочениго», которая стала новой границей Далмации до 1918 года. В край продолжается приток сербского населения.

## Венецианская Далмация
Завладев в начале XV века почти всеми далматинскими городами, Венецианская республика стала ограничивать свободу их торговли. Купцам этих городов запрещалось торговать где-либо, кроме портов самой Венецианской республики.

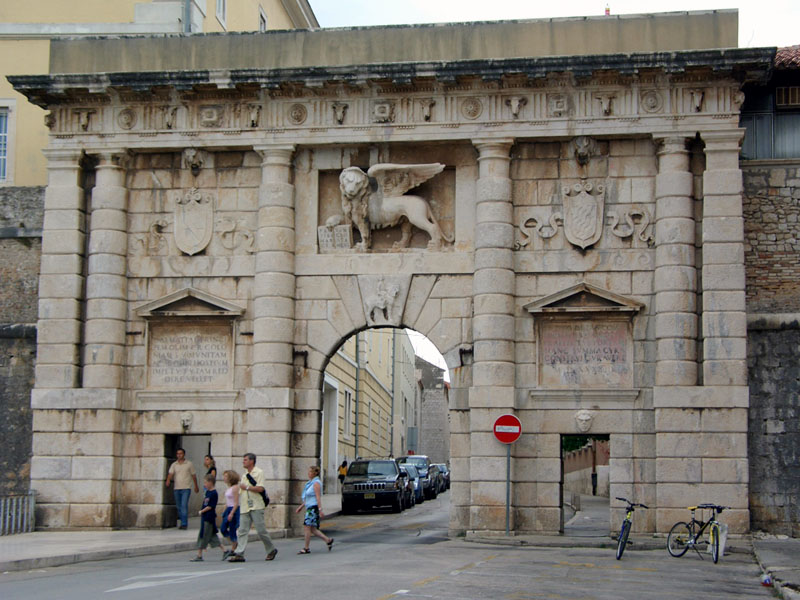
Городские ворота Задара с изображением венецианского крылатого льва святого Марка

В далматинских городах высокого уровня достигли судостроение и зодчество. О развитии зодчества свидетельствуют сохранившиеся доныне архитектурные памятники, такие как построенный в XV веке собор Святого Иакова в Шибенике.
В результате натиска Османской империи венецианские владения в Далмации представляли собой прерывистую узкую полосу побережья Адриатического моря и острова.
Натиск османов вызвал миграцию населения Далмации на острова или в Италию. В XVI веке население венецианской Далмации составляло лишь 60-70 тысяч человек. Крупнейшим городом был Задар с населением около 6000 человек. Население венецианской Далмации стало расти только после окончания эпохи войн с османами. В середине XVIII века оно составляло около 160 тысяч человек, в конце этого века — более 200 тысяч.

## В составе Габсбургской монархии

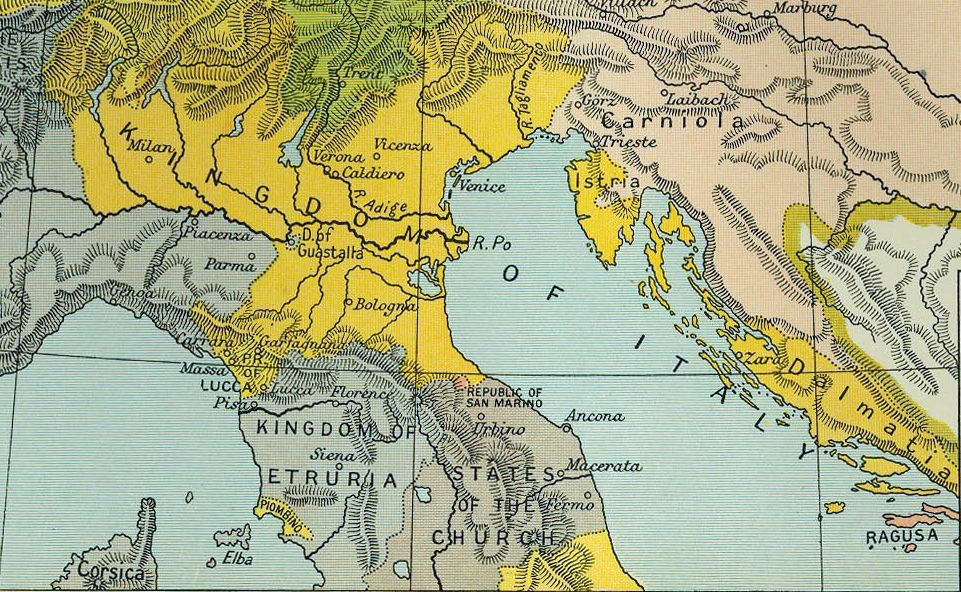
Наполеоновская Италия (1806—1810), в состав которой входила Далмация

После падения Венецианской республики в 1797 году Далмация по Кампо-Формийскому миру вошла в состав Габсбургской монархии, но в 1806 году она была включена в состав наполеоновского Итальянского королевства. В начале 1806 году французские войска вступили на территорию Далмации и, не встретив сопротивления со стороны местного населения, заняли её. В том же 1806 г. пала Дубровницкая республика, а по Тильзитскому миру 1807 году Которский округ также был включён в состав Итальянского королевства.
После Войны шестой коалиции и Венского конгресса 1815 года Далмацию передали Австрийской империи. На её территории было сформировано Королевство Далмация и временно Иллирийское королевство. Последнее было ликвидировано в 1822 году и превращено в административную единицу.
После революции 1848 года в Далмации формируется два политических течения: юнионисты, ориентированные на Хорватию (Народная Партия и Партия Права), и автономисты, ориентированные на Италию (Партия Автономистов).
В 1869 году попытка австрийского правительства ввести в Далмации всеобщую воинскую повинность и обезоружить население вызвала восстание в Котторском округе и Кривошии. Генерал Ауэрсперг, пытавшийся жёсткими мерами подавить мятеж, был разбит при Драгальском блокгаузе, и только его преемнику, генералу Родичу, путём уступок удалось восстановить порядок.

## XX век
После Первой мировой войны этот регион входит в состав Королевства Сербов, Хорватов и Словенцев, позднее переименованного в Югославию. Ряд территорий были переданы другим административно-территориальным единицам в рамках Королевства. В итоге, Далмация была оформлена в Приморскую область с центром в Сплите. В таком виде в 1941 году она вошла в состав Независимого Государства Хорватия, которое было создано по решению Гитлера и Муссолини на оккупированных территориях Югославии. Хорватские усташи устроили геноцид сербов, евреев и цыган на всех подконтрольных им территориях. Он сильно изменил этническую структуру населения и во многих населённых пунктах сербы, ранее составлявшие большинство населения, стали меньшинством. Евреи же в Хорватии были уничтожены практически полностью. Террор усташей не обошёл и Далмацию. Довольно быстро в ситуацию в Далмации вмешались итальянские войска, которые в ряде случаев смогли защитить сербов и евреев от уничтожения. В результате действий усташей в крае зародилось мощное партизанское движение. Первыми на борьбу поднялись офицеры королевской армии, продолжившие традиции сербских четников. В Далмации действовала знаменитая Динарская дивизия Момчило Джуича. После июня 1941 года за оружие взялись и партизаны-коммунисты. В 1945 году освобождённая Далмация вошла в состав Социалистической Республики Хорватии в рамках новой Югославии (СФРЮ). С этого времени в истории Далмации началась новая страница. Она развивалась ускоренными темпами, процветали туризм и промышленность. Однако в большей степени это было характерно для прибрежных районов. Развитие территорий у границы с Боснией было не столь впечатляющим.
В 1990 году к власти в Хорватии приходит националистическая партия Хорватское демократическое содружество во главе с Франьо Туджманом. Их курс на отделение от Югославии и политика по отношению к сербскому населению республики вызывает боевые действия. Хорватские полицейские и паравоенные формирования первоначально предпринимают ряд операций против сербов, а затем блокируют казармы Югославской Народной Армии и начинают широкомасштабные военные действия. Это произошло и в Далмации. Первые столкновения отмечены летом 1990 года, когда в ответ на националистические действия хорватских властей краинские сербы проводят референдум об автономии. В 1991 году бои в Далмации идут близ Шибеника, Задара, Книна, Дубровника и т. д. Сербы смогли создать достаточно консолидированную территорию, которая под именем Северной Далмации вошла в состав Сербской Краины. После подписания Сараевского перемирия в январе 1992 года в Далмации продолжались бои. Помимо локальных столкновений шли бои вокруг Дубровника, где хорватские войска вели операции по деблокаде города. Также хорватами были предприняты наступательные операции на Мильевачском плато и в районе Масленицы. Город Книн стал столицей РСК. В 1995 году хорватская армия провела операцию «Буря», результатом которой стало уничтожение РСК и массовый исход сербского населения из Хорватии, в том числе и из Далмации.
После окончания войны Далмация вновь стала туристическим центром Хорватии.